# Абу Јакуб Јусуф
Абу Јакуб Јусуф (арап. أبو يعقوب يوسف) или Јусуф I (Тинмел, 1138/1139 — Евора, 29. јул 1184) био је алмохадски калиф (1163—1184). Током његове владавине Алмохадски калифат покорио је таифу Валенсију и тако ујединио читав муслимански свет Пиринејског полуострва у један фронт. Међутим, у сукобу са хришћанима није имао много успеха.

## Биографија
Абу Јакуб Јусуф се родио 1138. или 1139. године на Тинмелу, као син алмохадског калифа Абд ал-Мумина. Оца је наследио на престолу 1163. године. У том тренутку Калифат је обухватао цео Магреб и један део Ал Андалуза. Одмах по доласку на власт, калиф је преместио престоницу Ал Андалуза у Севиљу. Алмохадима је на Пиринејском полуострву највише пркосила таифа Валенсија. Она је коначно била освојена 1172. године, чиме су сви муслимани на Пиринејском полуострву после дужег времена уједињени у један табор.
У међувремену, у процесу Реконкисте најактивнији су били Португалци. Португалски краљ Афонсо I победио је алмохадску војску 1165. године код Палмеле, да би затим освојио Евору. Године 1169. Алмохади из Бадахоза су у савезу са Леоном, успели да га победе и заробе. Затим су следеће године освојили тврђаву Журомења. Сам Абу Јакуб Јусуф опсео је 1171. године Сантарем, али Афонсо је, овај пут у савезу с Леоном, одбио напад. Освајање Валенсије је довело калифа у директан сукоб са Арагоном. Арагонски краљ Алфонсо II проширио је своју границу до Теруела. Два пута је победио муслиманске снаге које су упадале до Тарагоне и 1177. освојио Куенку. Док су снаге Кастиље биле поражене, португалски принц Санчо продро је у Ал Андалуз и опљачкао га скоро све до саме Севиље. Као одговор на ово, Абу Јакуб Јусуф је против Португалије послао свог сина Јакуба ал-Мансура, али је он 1179. године поражен под Абрантешом.
Године 1179. Алфонсо II од Арагона и Алфонсо VIII од Кастиље склопили су савез против Алмохадског калифата, поделивши интересне сфере. Кастиљски краљ је у наредним годинама, у савезу са Леоном, нанео муслиманима низ пораза. Абу Јакуб Јусуф је, са своје стране, наставио нападе на Португалију. Његова војска је поражена под Евором 1181. године, али је следеће године однела победу код Силвеса. Године 1184. године сам калиф је на челу војске дошао на запад Пиринејског полуострва. Опсео је Сантарем, али су га победиле португалске трупе уз помоћ Леона. Калиф је рањен у борби и умро је 29. јула у близине Еворе, док се повлачио према Севиљи. Попут његових претходника, сахрањен је на Тинмелу. Наследио га је син Јакуб ал-Мансур.
Током Абу Јакуб Јусуфове владавине, услед уједињења Магреба, долази до процвата привреде. Успостављања се трговина са низом градова у Средоземљу: Пизом, Ђеновом, Марсељем, Венецијом... Долази до успона и у науци и култури деловањем многих великих јеврејских и исламских филозофа, као што су Ибн Рушд и Мојсије Мајмонид. Међутим, калифов верски фанатизам бацио је тамну сенку на овај културни успон. Дошло је до протеривања великог броја хришћана и Јевреја у Кастиљу, Арагон и Португалију. Међу онима који су избегли био је и Мојсије Мајмонид. Абу Јакуб Јусуф заслужан је за изградњу Хиралде, минарета џамије у Севиљи, архитектонског ремек дела које је завршено 1184. године.